# Avilly-Saint-Léonard
Avilly-Saint-Léonard je francuska općina koja se nalazi u departmanu Oiseu u pokrajini Pikardiji. Stanovnike se na francuskom naziva les Avillois.